# Giannina Erfany-Far
Giannina Erfany-Far (* 13. April 1987 in Frankfurt am Main) ist eine deutsche Schauspielerin. Bekannt ist sie für die Rolle der Kamila in der Netflix-Serie Dogs of Berlin unter der Regie von Christian Alvart.

## Leben
Erfany-Far verbrachte ihre ersten sechs Lebensjahre in Frankfurt und zog dann mit ihrer Familie nach Athen, wo sie die Deutsche Schule Athen besuchte. Nach dem Abitur ging sie nach Berlin und begann eine Schauspielausbildung am Europäischen Theaterinstitut. 2009 wechselte sie auf die Otto-Falckenberg-Schule nach München und schloss ihr Schauspielstudium 2012 erfolgreich ab. Zusätzliche Erfahrung im Filmschauspiel sammelte sie in Workshops der New York Film Academy in New York City und Filmakademie Baden-Württemberg in Ludwigsburg. Erfany-Far fühlt sich der Theater-Methode von Theodoros Terzopoulos sehr verbunden und hat zweimal an seinem Internationalen Workshop in Athen teilgenommen.
Während ihres Studiums trat sie in einigen Produktionen der Münchner Kammerspiele auf. 2014 gastierte Erfany-Far im Stück Der gute Mensch von Sezuan unter der Regie von Katerina Evangelatos am Staatstheater Augsburg. 2015/16 spielte sie in Ersan Mondtags Produktion Ein Requiem deutscher Gerichtssprachen am Maxim Gorki Theater in Berlin. 
Momentan studiert Erfany-Far in ihrer Freizeit Filmwissenschaft an der Freien Universität Berlin. Von August 2017 bis November 2018 hat sie bei dem großen Kunstprojekt DAU mitgewirkt. Sie lebt in Berlin.